# Winter X Games 18
Winter X Games XVIII (ang. 18 Winter X Games) - zawody sportowe, które odbywały się od 22 do 26 stycznia 2014 w Aspen w stanie Kolorado. Zawodnicy rywalizowali w trzech dyscyplinach: narciarstwie dowolnym, snowboardzie i snowmobilingu.

## Wyniki

### Narciarstwo

#### Slopestyle mężczyzn
| Miejsce | Zawodnik         | Przejazd 1 | Przejazd 2 | Przejazd 3 | Najlepszy |
| ------- | ---------------- | ---------- | ---------- | ---------- | --------- |
|         | Nicholas Goepper | 16.66      | 91.66      | 95.00      | 95.00     |
|         | McRae Williams   | 88.33      | 92.66      | 84.33      | 92.66     |
|         | Andreas Håtveit  | 90.33      | 86.00      | 19.66      | 90.33     |
| 4       | Henrik Harlaut   | 89.33      | 16.66      | 17.66      | 89.33     |
| 5       | Gus Kenworthy    | 81.00      | 87.00      | 36.66      | 87.00     |
| 6       | Joss Christensen | 12.00      | 86.33      | 35.33      | 86.33     |
| 7       | Antti Ollila     | 79.33      | 85.00      | 35.66      | 85.00     |
| 8       | Russell Henshaw  | 78.66      | 64.66      | 13.33      | 78.66     |

### Slopestyle kobiet
| Miejsce | Zawodniczka    | Przejazd 1 | Przejazd 2 | Przejazd 3 | Najlepszy |
| ------- | -------------- | ---------- | ---------- | ---------- | --------- |
|         | Kaya Turski    | 86.33      | 91.33      | 26.33      | 91.33     |
|         | Maggie Voisin  | 88.00      | 90.00      | 72.66      | 90.00     |
|         | Kim Lamarre    | 50.00      | 65.00      | 85.00      | 85.00     |
| 4       | Dara Howell    | 3.00       | 77.33      | 84.00      | 84.00     |
| 5       | Devin Logan    | 81.33      | 69.33      | 83.66      | 83.66     |
| 6       | Keri Herman    | 78.66      | 64.33      | 25.33      | 78.66     |
| 7       | Darian Stevens | 16.00      | 76.33      | 41.00      | 76.33     |
| 8       | Yuki Tsubota   | 72.00      | 75.33      | 74.33      | 75.33     |

### Superpipe mężczyzn
| Miejsce | Zawodnik        | Przejazd 1 | Przejazd 2 | Przejazd 3 | Najlepszy |
| ------- | --------------- | ---------- | ---------- | ---------- | --------- |
|         | David Wise      | 90.00      | 69.66      | 92.00      | 92.00     |
|         | Kevin Rolland   | 70.00      | 88.66      | 35.00      | 88.66     |
|         | Alex Ferreira   | 35.66      | 30.00      | 85.33      | 85.33     |
| 4       | Micheal Riddle  | 82.33      | 84.33      | 59.33      | 84.33     |
| 5       | Benoit Valentin | 26.66      | 49.66      | 81.00      | 81.00     |
| 6       | Lyman Currier   | 77.33      | 57.66      | 31.00      | 77.33     |
| 7       | Gus Kenworthy   | 29.66      | 34.00      | 34.33      | 34.33     |
| 8       | Justin Dorey    | 7.33       | 5.00       | 19.66      | 19.66     |

### Superpipe kobiet
| Miejsce | Zawodniczka         | Przejazd 1 | Przejazd 2 | Przejazd 3 | Najlepszy |
| ------- | ------------------- | ---------- | ---------- | ---------- | --------- |
|         | Maddie Bowman       | 82.00      | 88.66      | 85.66      | 88.66     |
|         | Rosalind Groenewoud | 85.66      | 77.00      | 80.00      | 85.66     |
|         | Marie Martinod      | 60.00      | 82.33      | 29.33      | 82.33     |
| 4       | Ayana Onozuka       | 77.33      | 79.66      | 76.00      | 79.66     |
| 5       | Brita Sigourney     | 18.33      | 68.00      | 77.00      | 77.00     |
| 6       | Anaïs Caradeux      | 70.00      | 73.00      | 62.33      | 73.00     |
| 7       | Angeli Vanlaanen    | 65.33      | 70.00      | 66.00      | 70.00     |
| 8       | Amy Sheehan         | 50.00      | 62.66      | 59.66      | 62.66     |

### Big Air mężczyzn
| Miejsce | Zawodnik               | Wynik |
| ------- | ---------------------- | ----- |
|         | Henrik Harlaut         | 93.00 |
|         | Vincent Gagnier        | 90.00 |
|         | Kai Mahler             | 87.00 |
| 4       | Luca Tribondeau        | 81.00 |
| 5       | Alex Beaulieu-Marchand | 79.00 |
| 6       | Josiah Wells           | 73.00 |

## Snowboard

### Slopestyle kobiet
| Miejsce | Zawodniczka      | Przejazd 1 | Przejazd 2 | Przejazd 3 | Najlepszy |
| ------- | ---------------- | ---------- | ---------- | ---------- | --------- |
|         | Silje Norendal   | 93.00      | 42.66      | 96.00      | 96.00     |
|         | Jamie Anderson   | 95.66      | 82.66      | 55.00      | 95.66     |
|         | Spencer O’Brien  | 25.00      | 94.00      | 21.00      | 94.00     |
| 4       | Kjersti Buaas    | 27.66      | 88.00      | 24.66      | 88.00     |
| 5       | Anna Gasser      | 36.33      | 40.66      | 87.66      | 87.66     |
| 6       | Isabel Derungs   | 84.66      | 77.33      | 78.33      | 84.66     |
| 7       | Aimee Fuller     | 63.00      | 27.33      | 41.33      | 63.00     |
| 8       | Šárka Pančochová | 9.33       | 14.66      | 28.33      | 28.33     |

### Slopestyle mężczyzn
| Miejsce | Zawodnik            | Przejazd 1 | Przejazd 2 | Przejazd 3 | Najlepszy |
| ------- | ------------------- | ---------- | ---------- | ---------- | --------- |
|         | Maxence Parrot      | 94.00      | 40.00      | 96.33      | 96.33     |
|         | Mark McMorris       | 66.66      | 95.66      | 10.00      | 95.66     |
|         | Ståle Sandbech      | 11.33      | 35.33      | 90.00      | 90.00     |
| 4       | Aleksander Oestreng | 11.66      | 10.00      | 70.33      | 70.33     |
| 5       | Charles Guldemond   | 51.00      | 60.00      | 59.66      | 60.00     |
| 6       | Torstein Horgmo     | 33.33      | 41.00      | 46.33      | 46.33     |
| 7       | Sebastien Toutant   | 19.66      | 14.66      | 17.66      | 19.66     |
| 8       | Emil Ulsletten      | 14.33      | 14.33      | 17.33      | 17.33     |

### Superpipe kobiet
| Miejsce | Zawodniczka        | Przejazd 1 | Przejazd 2 | Przejazd 3 | Najlepszy |
| ------- | ------------------ | ---------- | ---------- | ---------- | --------- |
|         | Kelly Clark        | 95.00      | 57.66      | 63.33      | 95.00     |
|         | Chloe Kim          | 93.00      | 13.00      | 94.33      | 94.33     |
|         | Kaitlyn Farrington | 88.00      | 80.66      | 94.00      | 94.00     |
| 4       | Arielle Gold       | 76.66      | 91.00      | 91.00      | 91.00     |
| 5       | Queralt Castellet  | 7.00       | 89.33      | 90.00      | 90.00     |
| 6       | Gretchen Bleiler   | 63.66      | 82.33      | 85.00      | 85.00     |
| 7       | Sophie Rodriguez   | 72.66      | 73.66      | 22.33      | 73.66     |
| 8       | Elena Hight        | 4.33       | 35.00      | 34.00      | 35.00     |

### Superpipe mężczyzn
| Miejsce | Zawodnik            | Przejazd 1 | Przejazd 2 | Przejazd 3 | Najlepszy |
| ------- | ------------------- | ---------- | ---------- | ---------- | --------- |
|         | Danny Davis         | 37.66      | 95.00      | 93.66      | 95.00     |
|         | Louie Vito          | 10.66      | 93.00      | 16.00      | 93.00     |
|         | Greg Bretz          | 89.33      | 87.00      | 21.33      | 89.33     |
| 4       | Scotty James        | 65.00      | 85.33      | 88.00      | 88.00     |
| 5       | Ben Ferguson        | 49.33      | 87.00      | 43.33      | 87.00     |
| 6       | Iouri Podladtchikov | 30.00      | 31.00      | 83.33      | 83.33     |
| 7       | Zhang Yiwei         | 81.66      | 26.00      | 52.00      | 81.66     |
| 8       | Benjamin Farrow     | 23.33      | 6.66       | 59.00      | 59.00     |

### Snowboarder X kobiet
| Miejsce | Zawodniczka        | Czas         |
| ------- | ------------------ | ------------ |
|         | Lindsey Jacobellis | 0:52.503 min |
|         | Eva Samková        | 0:52.648 min |
|         | Helene Olafsen     | 0:53.807 min |
| 4       | Yuka Fujimori      | 0:54.199 min |
| 5       | Faye Gulini        | 0:54.467 min |
| 6       | Carle Brenneman    | 1:06.747 min |

### Snowboarder X mężczyzn
| Miejsce | Zawodnik         | Czas         |
| ------- | ---------------- | ------------ |
|         | Nate Holland     | 0:52.049 min |
|         | Alex Tuttle      | 0:52.419 min |
|         | Konstantin Schad | 0:52.445 min |
| 4       | Kevin Hill       | 0:52.627 min |
| 5       | Cameron Bolton   | 0:52.875 min |
| 6       | Stian Sivertzen  | 0:53.682 min |

### Big Air mężczyzn
| Miejsce | Zawodnik        | Wynik |
| ------- | --------------- | ----- |
|         | Maxence Parrot  | 93    |
|         | Yūki Kadono     | 88    |
|         | Ståle Sandbech  | 77 *  |
| 4       | Seppe Smits     | 77    |
| 5       | Sven Thorgren   | 67    |
| 5       | Torgeir Bergrem | 64    |

- Ståle Sandbech wygrywa przewagą z pierwszego skoku.

## Snowmobile mężczyzn

### Freestyle
| Miejsce | Zawodnik            | Przejazd 1 | Przejazd 2 | Najlepszy |
| ------- | ------------------- | ---------- | ---------- | --------- |
|         | Colten Moore        | 91.33      | -          | 91.33     |
|         | Joe Parsons         | 85.00      | 86.33      | 86.33     |
|         | Heath Frisby        | 80.33      | 86.00      | 86.00     |
| 4       | Jack Rowe           | 85.66      | 84.00      | 85.66     |
| 5       | Sam Rogers          | 85.33      | 50.66      | 85.33     |
| 6       | Cory Davis          | 77.00      | 81.66      | 81.66     |
| 7       | Willie Elam         | 81.00      | 81.33      | 81.33     |
| 7       | Kourtney Hungerford | 76.66      | 76.33      | 76.66     |

### SnoCross
| Miejsce | Zawodnik       | Czas          |
| ------- | -------------- | ------------- |
|         | Tucker Hibbert | 12:27.984 min |
|         | Kody Kamm      | 12:41.743 min |
|         | Justin Broberg | 12:43.969 min |
| 4       | Tim Tremblay   | 12:51.629 min |
| 5       | Kyle Pallin    | 12:55.527 min |
| 6       | Darrin Mees    | 13:13.386 min |
| 7       | Adam Renheim   | 13:24.940 min |
| 8       | Petter Narsa   | 12:32.196 min |

### Long Jump
| Miejsce | Zawodnik      | Odległość |
| ------- | ------------- | --------- |
|         | Levi LaVallee | 45,0 m    |
|         | Cory Davis    | 43,0 m    |
|         | Colten Moore  | 40,5 m    |
| 4       | Chris Burandt | 37,3 m    |
| 5       | Heath Frisby  | 33,1 m    |
| 6       | Joe Parsons   | DSQ       |

### SnoCross Adaptive
| Miejsce | Zawodnik              | Czas          |
| ------- | --------------------- | ------------- |
|         | Mike Schultz          | 4:36.557 min  |
|         | Garrett Goodwin       | 4:50.254 min  |
|         | Doug Henry            | 4:54.665 min  |
| 4       | Jim Wazny             | 5:05.602 min  |
| 5       | Eugene John Poplawski | 5:19.191 min  |
| 6       | Chris Heppding        | 5:27.248 min  |
| 7       | Paul Thacker          | 16:39.999 min |

## Klasyfikacja medalowa
| Lp. | Państwo           | złoto | srebro | brąz | razem |
| --- | ----------------- | ----- | ------ | ---- | ----- |
| 1   | Stany Zjednoczone | 11    | 10     | 7    | 28    |
| 2   | Kanada            | 3     | 3      | 2    | 8     |
| 3   | Norwegia          | 1     | 0      | 4    | 5     |
| 4   | Szwecja           | 1     | 0      | 0    | 1     |
| 5   | Francja           | 0     | 1      | 1    | 2     |
| 6   | Czechy            | 0     | 1      | 0    | 1     |
| 7   | Japonia           | 0     | 1      | 0    | 1     |
| 8   | Niemcy            | 0     | 0      | 1    | 1     |
| 9   | Szwajcaria        | 0     | 0      | 1    | 1     |